# لتي (فخرود)
لتي (بالفارسية: لتی) هي مستوطنة تقع في إيران في قسم فخرود الريفي. يقدر عدد سكانها بـ 66 نسمة بحسب إحصاء 2016.